# Universal Business Language
Universal Business Language (UBL) ist eine Spezifikation der OASIS für standardisierte E-Business-Dokumente (z. B. Rechnung oder Bestellung). UBL verwendet XML und basiert auf den ebXML Core Components.
Im Jahr 2004 gab OASIS die Universal Business Language 1.0 frei. Jon Bosak half maßgeblich bei der Spezifikation.
Die internationale Norm ISO/IEC 19845:2015 spezifiziert die Anforderungen an die Universal Business Language in der Version 2.1 (UBL v2.1)

## Verwendung
Die UBL wird unter anderem in Tradeshift, einem webbasierten sozialen Netzwerk für Unternehmen, verwendet. UBL ist eine von zwei erlaubten Syntaxen, neben Cross Industry Invoice, bei der XRechnung.